# Zambiphanes
Zambiphanes is een kevergeslacht uit de familie van de boktorren (Cerambycidae). De wetenschappelijke naam van het geslacht werd voor het eerst geldig gepubliceerd in 2009 door Adlbauer.

## Soorten
Zambiphanes is monotypisch en omvat slechts de volgende soort:
- Zambiphanes bjoernstadi Adlbauer, 2009